# Riachão do Jacuípe
Riachão do Jacuípe é um município brasileiro do estado da Bahia situado a 186 km da capital estadual, e pertencente à Área de Expansão Metropolitana de Feira de Santana. Juntamente com o município de Candeal são os únicos da Região Sisaleira que integram a Região Metropolitana de Feira de Santana RMFS. Além disso, Riachão do Jacuípe, conjuntamente com mais 14 municípios, compõe o Território de Identidade da Bacia do Jacuípe. 
Sua população, conforme estimativas do IBGE para o ano de 2024, era de 35 118 habitantes, sendo o segundo município mais populoso da RMFS. 
Riachão do Jacuípe possui uma área territorial 1.190,196 km².
A  economia local está voltada para os setores secundário e terciário. Tradicionalmente, a agricultura e a pecuária exercem forte influência, com destaque o rebanho bovino e ovino, além da exportação de sisal.

## História

### Origens históricas
O município foi criado pela Lei Provincial nº 1.823 de 1º de agosto de 1878. Elevado á categoria de vila com a denominação de Nossa Senhora da Conceição do Riachão do Jacuípe. Nesta data, o então distrito de Riachão foi elevado à categoria de vila (o que equivale a município atualmente). Segundo o historiador Luís Henrique Dias Tavares, a conquista do território baiano começou na primeira metade do século XVI.
Diversos sertanistas penetraram no interior baiano, por volta do século XVII, com várias finalidades, tais como: guerrear com os índios, capturar índios ou escravos fugitivos, procurar minérios e pedras preciosas. Em consequência, recebiam grandes lotes de terras, denominadas sesmarias.
A Casa da Ponte era o centro de uma propriedade de 160 léguas do Morro do Chapéu até o rio das Velhas e pertencia a Antônio Guedes de Brito, primeiro Conde da Ponte. Era doação do rei de Portugal em retribuição aos serviços prestados por seu pai na expulsão dos holandeses e a ele mesmo, concedendo-lhe o título de Mestre-de-Campo e Regente do São Francisco. Ele deveria expulsar ladrões de gado, contrabandistas de ouro, negros aquilombados e outros aventureiros.
As terras do Conde da Ponte limitavam-se no município de Riachão do Jacuípe com as propriedades de João Peixoto Viegas, a terceira maior fortuna fundiária da Bahia no período colonial.
Dessa sesmaria foi desmembrada uma área de terra para João dos Santos Cruz, que a transformou numa fazenda de criação de gado denominada Riachão.

### Primeiras aglomerações urbanas
O tradicional histórico do município não oferece datas ou outras referências mais precisas em tomo da penetração primitiva. Apenas a tradição oral fornece elementos para a formação de algumas suposições mais prováveis, como a de terem sido remanescentes de alguma "bandeira" que aqui penetrou na fase colonial, século XVI.
Seu povoamento deve-se à localização à margem esquerda do Rio Jacuípe, onde se verificou a fixação primitiva do elemento branco. Na região do rio Tocós foram encontrados vestígios da cultura indígena. A tradição oral informa ter sido ali o local de fixação de índios "tocóios", de onde derivou o nome do rio. O nome Jacuípe é de origem indígena, donde se conclui que o povoamento se deu, inicialmente, com os índios que se fixaram às margens dos rios Tocós e Jacuípe, onde desenvolveram uma agricultura de subsistência.
Sabe-se que as famílias mais antigas de Riachão eram os Gonçalves e os Mascarenhas provavelmente de origem portuguesa, e os Vasconcellos de origem Franco-Espanhola.
Em 1950, as primeiras aglomerações urbanas eram:
- A sede com um registro de 1.552 habitantes;
- Vila de Candeal, com 875 habitantes;
- Vila de Gavião, com 390 habitantes; e
- Vila de Ichu, com 426 habitantes.

Figuravam ainda no município de Riachão os povoados Alto Alegre com 183 habitantes (nos dias atuais já elevada a cidade com o nome de Capela do Alto Alegre), quilômetro 90, atual município denominado Nova Fátima, com 343 habitantes, Pé de Serra, com 335 habitantes e atualmente cidade com mesmo nome, Chapada com 300 habitantes, e Barreiros com 173 habitantes.
Havia outros povoados com menos de 100 habitantes: São João, Casa Nova e Ponto Chique. Atualmente, o município está constituído administrativamente do seguinte modo: Distritos: distrito sede, o distrito de Barreiros, distrito de Chapada e o distrito de Vila Aparecida; e por diversos Povoados: Terra Branca, Ponto Novo, Baixa Nova, Campo Alegre, Descanso, Malhador, São Francisco, Salgado, Santana, Pedrinhas, Chapadinha, Barro Preto, Sitio Novo, Maraíba, Açude, Vila Guimarães, Primeira Malhada, Almas, Baixa da Areia, Lagoa da Parede, Lagoa da Caiçara, Campinas, Castelo, entre outros.

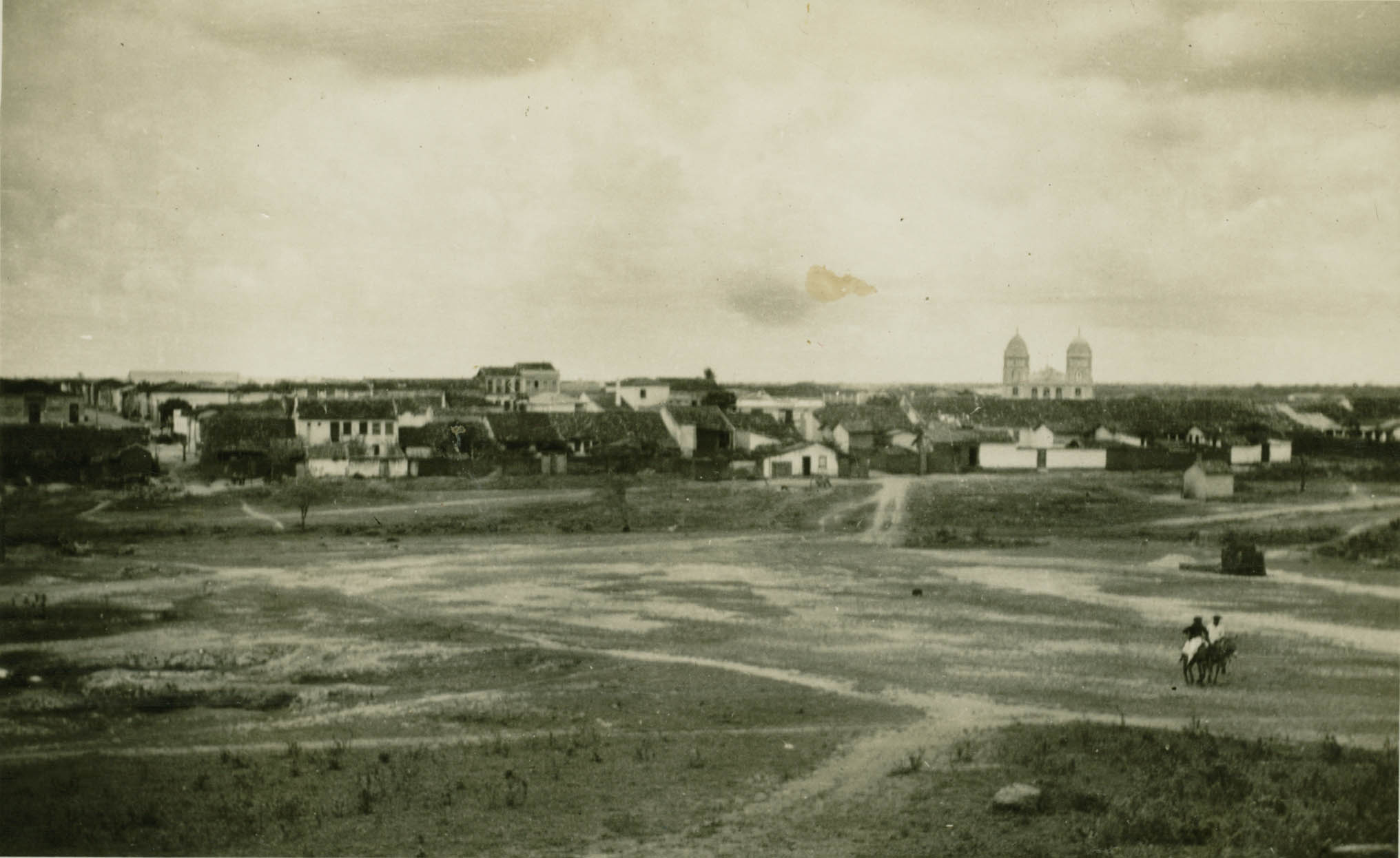
Riachão do Jacuípe, década de 1950. Fonte: Biblioteca digital do IBGE. Disponível em: https://biblioteca.ibge.gov.br/visualizacao/fotografias/GEBIS%20-%20RJ/ba31981.jpg

### Desmembramentos
- Lei Estadual datada de 17 de dezembro de 1890, fica criada a Vila de Conceição do Coité (Conceição do Coité), desmembrando-se do município de Riachão do Jacuípe;
- Pelo Decreto Estadual nº 1.766 de 30 de julho de 1962, fica criado o município de Ichu, desmembrando-se do município de Riachão do Jacuípe;
- Pela Lei Estadual nº 1.683 de 23 de abril de 1962, fica criado o município de Candeal, desmembrando-se, do município de Riachão do Jacuípe;
- Pela Lei Estadual nº 4.409 de 19 de março de 1985, fica criado o município de Capela do Alto Alegre, desmembrando-se do município de Riachão do Jacuípe;
- Pela Lei Estadual nº 4.410 de 19 de março de 1985, é criado o município de Gavião, desmembrando-se do município de Riachão do Jacuípe;
- Por Lei Estadual nº 4.411 de 19 de março de 1985, fica criado o município de Pé de Serra, desmembrando-se do município de Riachão do Jacuípe;
- Por Lei Estadual nº 5.022 de 13 de junho de 1989, cria o município de Nova Fátima, desmembrando-se do município de Riachão do Jacuípe.

## Política

### Poder executivo
Relação de todos os ex-prefeitos do município desde 1878.

#### Intendentes de 1878 e 1928
- 1878 – Tenente Coronel Marcolino Gonçalves Mascarenhas
- 1893 – Olegário Ribeiro Lima
- 1912 – Cônego Henrique Américo Freitas
- 1918 – Cônego Henrique Américo Freitas
- 1923 – Coronel Louis Aurélio Vasconcellos Ney
- 1926 – Coronel José Rufino Ribeiro Lima
- 1927 – Padre Argemiro Guimarães (faleceu no mesmo ano, quem substituiu foi Coronel João Paulo da Silva Carneiro)
- 1928 – Coronel José Rufino Ribeiro Lima

#### Prefeitos de 1929 em diante
- 1929 – Coronel José Rufino Ribeiro Lima
- 1946-1950 – João Morais Filho
- 1951-1955 – Coronel Aurélio Rodrigues Mascarenhas
- 1955-1959 – Pedro Paulo da Silva (faleceu em 07.04.1957) substituído por José Abraão Carneiro. Eleição indireta da Câmara de Vereadores elege Joaquim Carneiro da Silva (Quincas do Pé de Serra)
- 1959-1963 – Orlando Marinho Carneiro, tirou licença por 40 dias em seu lugar assumiu o Professor Altino Melo.
- 1963-1967 – João de Oliveira Campos
- 1967-1971 – Eliel Martins (faleceu em 12 de maio de 2000)
- 1971-1973 – João de Oliveira Campos em 11.09.1971 viajou para fazer tratamento de saúde no Rio de Janeiro, foi substituído pelo Presidente da Câmara, Izauro de Souza Ferreira (faleceu em 12 de janeiro de 2012)
- 1973-1977 – Gildásio Oliveira Souza
- 1977-1983 – José Aloir Carneiro de Araújo
- 1983-1988 – João de Oliveira Campos
- 1989-1992 – Valfredo Carneiro de Matos
- 1993-1996 – José Raimundo Carneiro Martins
- 1997-2000 – Herval Lima Campos (faleceu em 9 de junho de 2010)
- 2001-2004 – Valfredo Carneiro de Matos (faleceu no dia 5 de janeiro de 2005)
- 2005-2008 – Lauro Falcão Carneiro (PMDB)
- 2009-2012 – Lauro Falcão Carneiro (PMDB)
- 2013-2016 – Tânia Regina Alves de Matos (PDT)
- 2017-2020 – José Ramiro Ferreira Filho (PSD)
- 2021-2024 - José Carlos de Matos Soares (União Brasil)

## Geografia

### Aspectos gerais
O município caracteriza-se pelos biomas da caatinga e da mata atlântica. A vegetação nativa sofre com a degradação em virtude da agricultura, da pecuária e da presença da espécie invasora algaroba, que dificulta a regeneração natural dos biomas. Ao longo dos anos, a caatinga em seu estágio primitivo tornou-se rara.

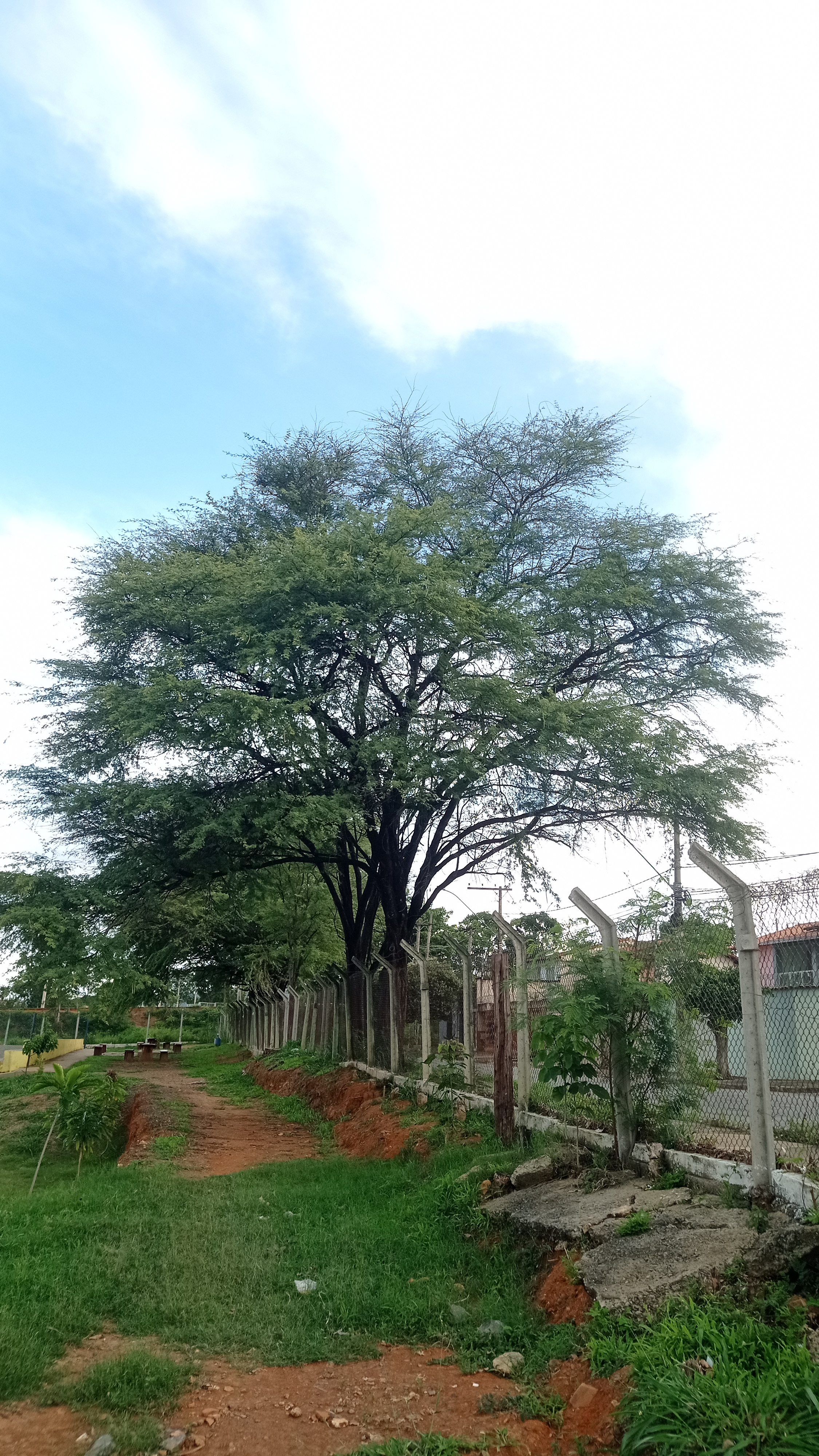
Algaroba. Espécie invasora. Ameaça aos biomas locais.

Embora localizado em região de clima semiárido, os recursos hídricos da cidade encontram-se em grave estágio de poluição. A emissão incorreta de resíduos sólidos e efluentes domésticos "in natura", sem o devido tratamento em uma Estação de Tratamento de Esgoto -ETE), são os principais motivos.

## Demografia
Segundo estimativas do IBGE para o ano de 2021, a população de Riachão do Jacuípe estaria em 33.498 pessoas.
O último censo de 2010, por sua vez, havia apontado uma população de 33.172 pessoas com uma densidade demográfica de 27,87 hab/km².
Destes habitantes, 16.169 são do sexo masculino e 17.007 feminino. Cerca de 19.860 residiam na zona urbana, enquanto 13.312 na zona rural.

## Infraestrutura
Situada em uma posição geográfica estratégica, Riachão do Jacuípe é cortada pela rodovia federal BR-324 e pelas rodovias estaduais: BA-120 e BA-233. Bem atendida por empresas que realizam o transporte intermunicipal e interestadual, é um ponto de acesso ao norte do estado da Bahia, à região do sisal, aos municípios do Território de Identidade da Bacia do Jacuípe e à capital Salvador-BA.

### Educação
Segundo dados do IBGE para o ano de 2019, a rede pública de ensino atingiu a nota 3,6 no IDEB. Em Riachão do Jacuípe há, ainda segundo o IBGE (2020), cerca de trinta e nove escolas de ensino fundamental e sete escolas de ensino médio. Além disso, conta com uma instituição privada de ensino superior, a FARJ (Faculdade Regional de Riachão do Jacuípe), onde são ofertados os cursos de administração, nutrição, pedagogia, psicologia, ciências da religião, ciências contábeis e direito.

### Saúde
Segundo dados do IBGE (2009), a cidade conta com quinze estabelecimentos de saúde. Há diversas clínicas e consultórios particulares com vários profissionais de diversas áreas da saúde. A cidade dispõe de três hospitais: Hospital Municipal; o Hospital Regional João Campos e o Hospital Bom Samaritano.

## Economia

### Trabalho e renda
Segundo pesquisa do IBGE, em 2019, o salário médio mensal era de 1.8 salários mínimos. A proporção de pessoas ocupadas em relação à população total era de 10.0%. 
Considerando domicílios com rendimentos mensais de até meio salário mínimo por pessoa,  49.2% da população jacuipense situava nessa condição, o que colocava na posição 281 de 417 dentre as cidades do estado da Bahia  e na posição 1537 de 5570 dentre as cidades do Brasil.

### Setor primário
O setor primário caracteriza-se pela concentração fundiária e pela presença de minifúndios. Esse cenário dificulta a produtividade, a geração de renda e a preservação ambiental.

A agricultura em Riachão do Jacuípe é predominantemente caracterizada pela atuação de pequenos e médios produtores, que se dedicam principalmente às lavouras temporárias de subsistência, como feijão, milho e mandioca, consorciadas com pequenos rebanhos de bovinos e ovinos. Por outro lado, os grandes produtores concentram-se exclusivamente na pecuária, com uma forte tradição na criação de bovinos, embora a atividade seja vulnerável a declínios durante períodos de estiagem prolongada. Em seguida, destaca-se a criação de ovinos e caprinos

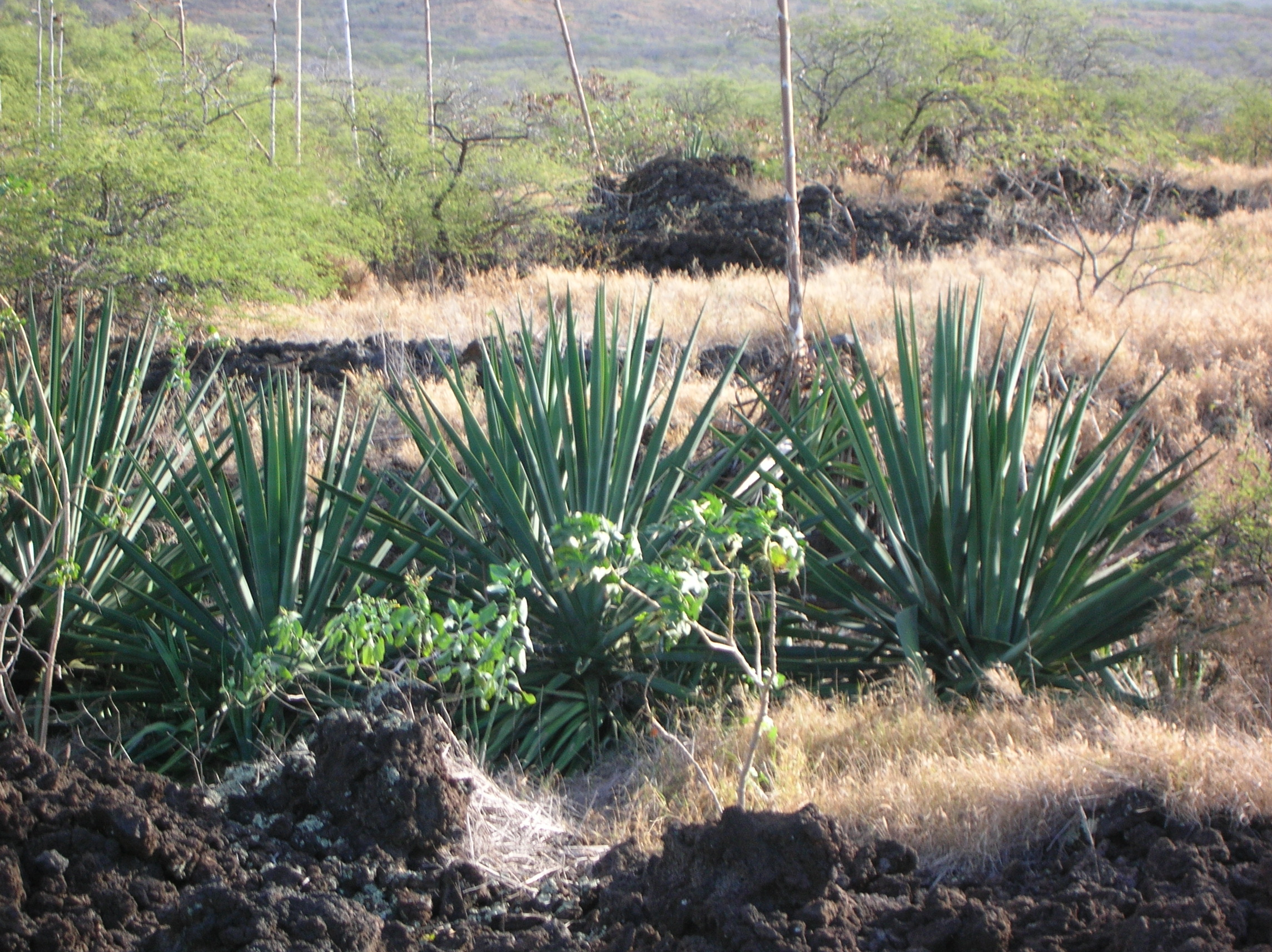
Espécie Sisal, "ouro verde do sertão". Matéria-prima para a produção da fibra.

O sisal já ocupou grande espaço na agricultura local, porém a cultura foi reduzida em razão da competição com a fibra sintética e a queda do valor de mercado, bem como pela ausência de técnicas para o aprimoramento. A produção do sisal, que ganhou destaque durante a Segunda Guerra Mundial devido à escassez de matéria-prima, atingiu seu auge na década de 1960, mas começou a declinar na década de 1980. No entanto, a cultura do sisal demonstrou graves problemas sociais, como jornadas de trabalho exaustivas, uso de mão-de-obra infantil, evasão escolar, baixa remuneração e até mutilação dos trabalhadores, que se arriscavam ao manusear o 'motor' para desfibrar a planta.
Riachão do Jacuípe se destaca também pela sua atividade sindical, sendo sede  do Sindicato dos Trabalhadores Rurais de Riachão do Jacuípe e o Sindicato dos Produtores Rurais de Riachão do Jacuípe. O Sindicato dos Trabalhadores Rurais de Riachão do Jacuípe é uma entidade que conta com mais de 50 anos de atuação. O Sindicato dos Produtores Rurais de Riachão do Jacuípe, em parceria com o SENAR (Sistema S), oferta serviços de extensão rural. O município conta com projetos desenvolvidos pelo MOC, ONG dedicada à convivência com o semiárido.
A cidade é a sede do SETAF - Serviços Territoriais de Apoio à Agricultura Familiar para o Território da Bacia do Jacuípe ligado à secretaria de Desenvolvimento Rural do Estado da Bahia e tem por finalidade prestar assistência técnica para os produtores locais.
O município abriga diversos laticínios voltados ao beneficiamento de leite, incluindo a cooperativa Colvale (Cooperativa de Leite do Vale do Jacuípe). Além disso, é sede da empresa frigorífica Frijacuípe, especializada no abate industrial de animais e que emprega mais de 200 pessoas..

### Setor secundário
A indústria ocupa a segunda posição na composição do PIB jacuipense. Composto por empresas que produzem desde artefatos de couro para bolsas e calçados (Artcouro), pequenas indústrias têxtil, serralherias, utensílio para o lar (Design & Decor), alumínio, esquadrias e móveis de madeira.
O município fez parte da política pública de interiorização da industria promovida pelo governo da Bahia na década de 1990, com incentivos fiscais e creditícios. Dessa forma, um galpão foi construído inicialmente para a empresa Via Uno, mas acabou sendo ocupado pela empresa Ruy Barbosa. Posteriormente, o galpão foi utilizado pela  Paquetá. Todas as empresas permaneceram por um breve período, sucumbindo devido à falta de recursos financeiros, tributários e logísticos.  Atualmente, o galpão industrial encontra-se inutilizado.
Em Riachão do Jacuípe, está instalada uma unidade da empresa portuguesa Sicor, responsável pelo beneficiamento do sisal e pela exportação da fibra natural para a Europa.
No distrito de Barreiros é famosa a produção de cerâmica (blocos e telhas).

### Setor terciário
É responsável pela maior participação no PIB local. A cidade possui um centro comercial dinâmico e diverso. Possui boa oferta de produtos e serviços (públicos e privados) atraindo consumidores de outras cidades. É grande a procura por serviços bancários (Banco do Brasil, Caixa Econômica e Bradesco); serviços públicos (SAC - Serviço de Atendimento ao Cidadão, administrativo e judiciais); e por compras no comércio da cidade. A cidade possui uma Câmara de Dirigentes Lojistas (CDL) que busca fomentar a atividade econômica do município a fim de gerar emprego e renda.

## Cultura, arte e lazer

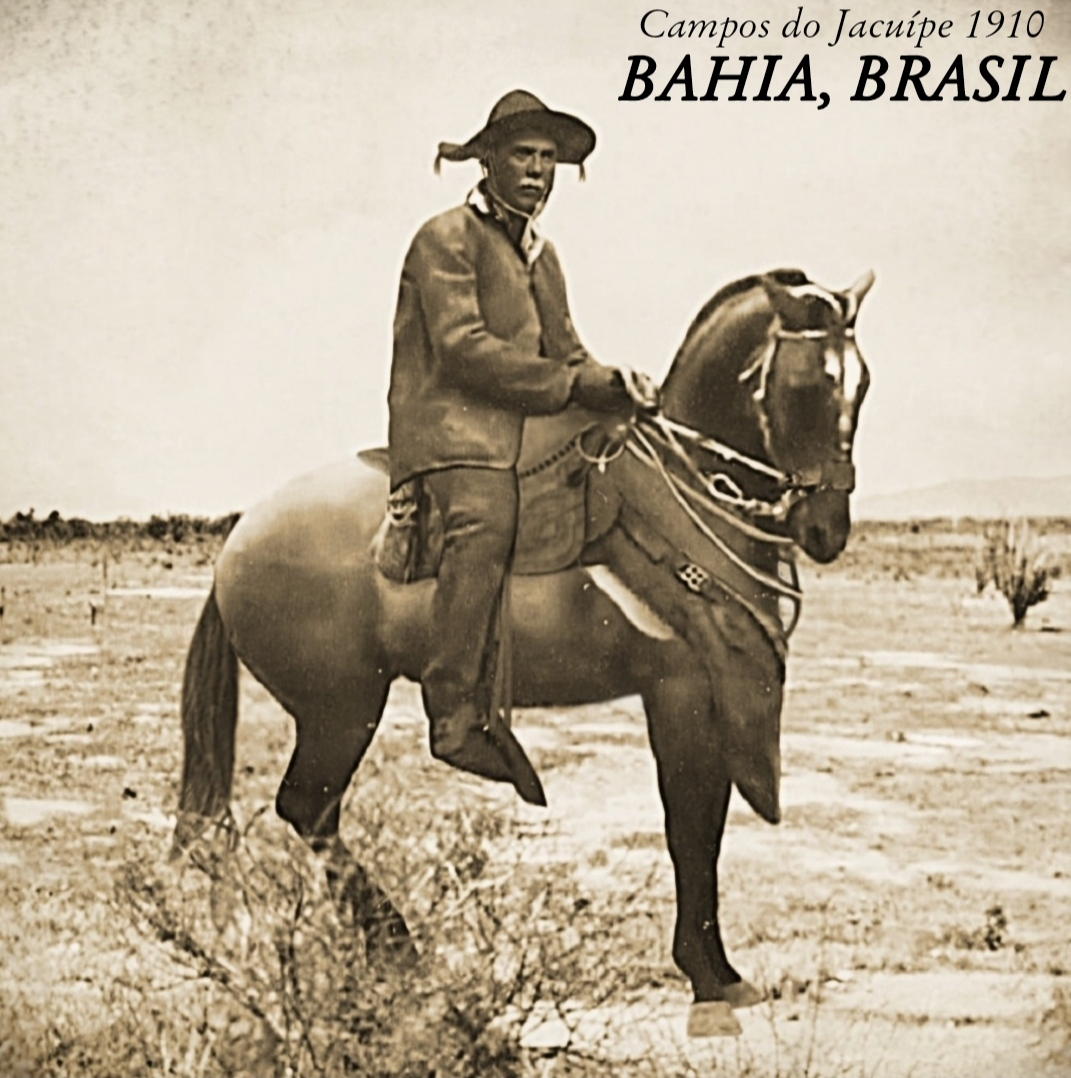
Imagem do tradicional vaqueiro do Sertão baiano.

Em razão de ser uma das primeiras aglomerações da região e da forte influência das culturas dos povos originários, europeus e africanos, a cultura jacuipense é extremamente rica e diversa, especialmente no âmbito da cultura popular.
A culinária, a música, os festejos (religiosos, cívicos e populares), o artesanato, a dança e a literatura refletem a dinâmica desses povos na construção da identidade jacuipense ao longo dos séculos. 
Está presente na culinária popular pratos oriundos do milho: a canjica, bolo, cuscuz, mungunzá e a pamonha; de origem africana: o vatapá, caruru, feijoada, abará e o acarajé; bem como a farinha de tapioca e o beiju de origem indígena.
São manifestações culturais da cidade: o samba de roda, as quermesses das festa religiosas, as festas juninas, os bailes de carnaval e a festa popular da Lavagem de São Roque.

A icônica figura do vaqueiro está presente na cultura local por meio das festas de vaquejadas, das indumentárias de couro, bem como na música de improviso (toadas e aboios). A seguir exemplo de toada:
Toada Boi Cigano
Fui uma festa no sertão Pernambucano
Peguei o boi mais valente do sertão
Entrei na festa escutei logo o boato
Tome cuidado quando for entrar no mato
Que o Boi cigano é ligeiro igual a um gato
Pra pegar ele tem que ter opinião
O fazendeiro me abraçou e foi falando
Esse boato corre a mais de quinze anos
Tem um diploma para quem pegar cigano
E deixar ele amarrado no mourão
Entrei no mato encontrei o rastro dele,
Sai andando mais na frente avistei ele
Dei quatro gritos e botei o cavalo nele
Corri com ele em cima de um chapadão
Por sua vez, a Filarmônica Lira 8 de Setembro foi fundada em 1910 por iniciativa do Frei Cônego Henrique Américo de Freitas. Após a missa na Igreja Matriz, ele expressou ao povo seu sonho de criar uma filarmônica na cidade: "Meu povo, quero dizer a vocês que a música significa alegria, sabedoria e amor. Por isso eu quero criar uma filarmônica na nossa cidade".
Os instrumentos da Lira 8 de Setembro foram transportados de Salvador a Feira de Santana de trem e, posteriormente, levados a Riachão do Jacuípe em uma carruagem puxada por burros.
A Filarmônica participa ativamente da vida local, estando presente em eventos tradicionais como a posse de prefeitos, festividades religiosas, o 7 de Setembro e o Dia das Mães. A Filarmônica conquistou o título de vencedora do Concurso Estadual de Filarmônicas em 1982. Em 1997, sagrou-se campeã do 7º Festival de Filarmônicas do Recôncavo e, em 1999, retornou ao festival como convidada especial. A Filarmônica Lira 8 de Setembro é celeiro de músicos, maestros e de outras bandas tradicionais.
O São João é a principal manifestação cultural da cidade. A festa ocorre em junho na principal praça de eventos.Conta com a participação de artistas regionais e de alcance nacional. A abertura do São João dá-se com a tradicional alvorada. Forrozeiros saem as ruas da cidade no amanhecer convidando as pessoas para os festejos. Ocorre ainda em praça pública o tradicional concurso de Quadrilhas Juninas e Sanfoneiros. O São João de Riachão do Jacuípe tem relevância regional, pois atrai durante o período turistas de cidades vizinhas.

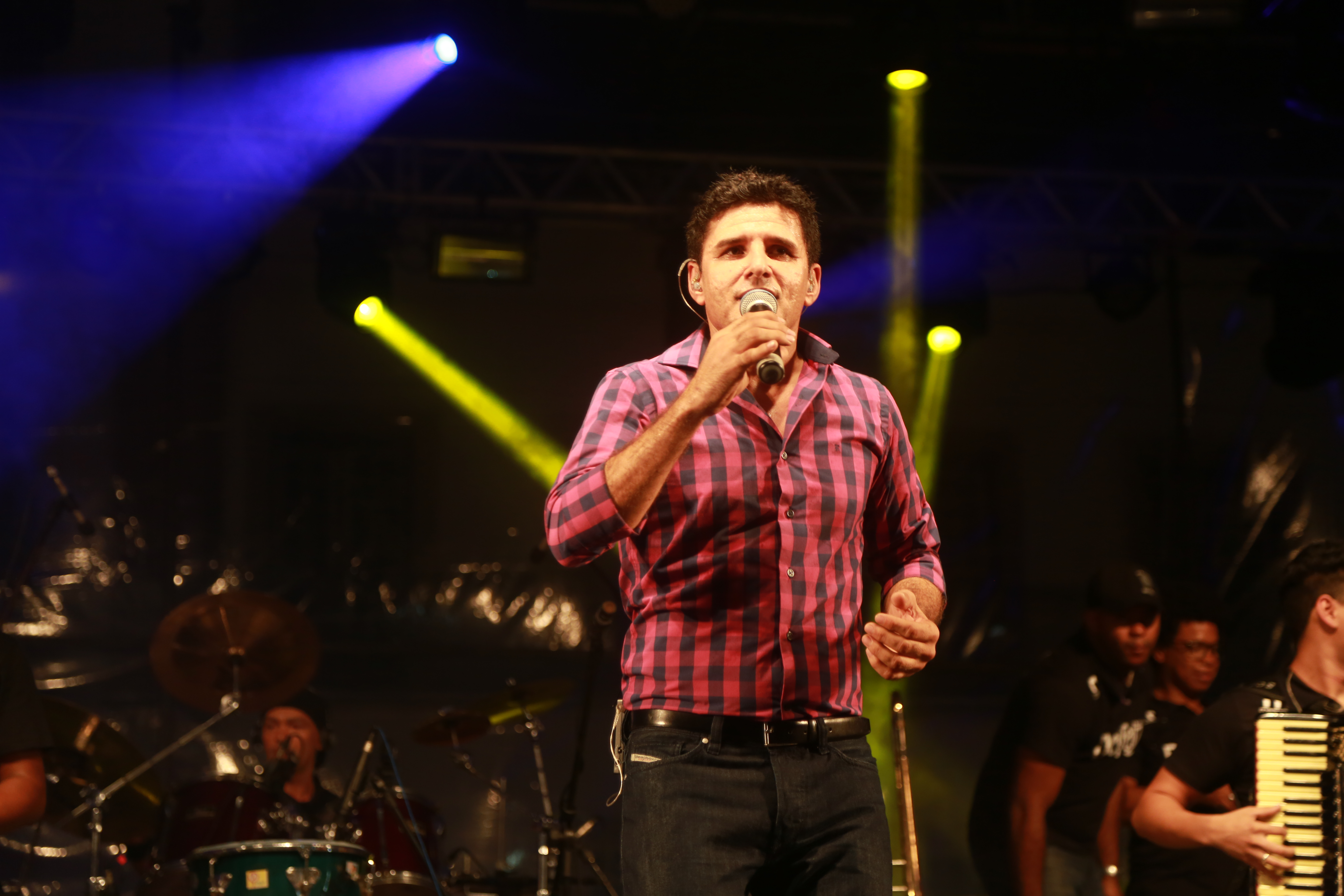
Del Feliz, "embaixador do forró".

Entre os artistas locais, destaca-se o cantor e compositor Del Feliz, conhecido como "embaixador do forró". Suas composições foram interpretadas por vários artistas brasileiros como: Elba Ramalho, Gilberto Gil, Maria Bethânia e Dominguinhos. Premiado, divulga a cultura nordestina pelo mundo, com apresentações nos EUA e países da Europa.
No campo literário, destacam-se autores jacuipenses como Iracema Sampaio, Ricardo Thadeu, Messias Bezerra Queiroz e Miguel Antônio Carneiro;  Maurício de Castro,na literatura espírita;  Amarildo Soares (Tio Lio), escritor e produtor cultural, naliteratura de não ficção.

Nas artes plásticas, destacam-se os trabalhos do premiado artista Florival Oliveira, com obras expostas em diversas instalações por todo o país. Assim exprime Célia Mallet sobre o trabalho do artista:  "Quando examino as gravuras sinto que seu inconsciente externou coisas relacionada com sua terra, Riachão do Jacuípe. Mesmo que intencionalmente o artista não tenha desejado expressar, vejo dentro do universo dos seus sentimentos a forte presença do vaqueiro, dos bois, do facão – instrumento de trabalho indispensável ao homem do campo – e peças ou ferramentas de fechar cancelas, cunhas, enfim, toda uma simbologia nordestina".

Casulo, 1998. Obra de Florival Oliveira.

Ressalta-se também a arte do artesão Edson Duarte, cujas obras foram exibidas em diversos museus e exposições, além de já terem sido tema de reportagens em vários meios de comunicação. Sua obra é reconhecida pela reprodução em miniaturas das típicas casas sertanejas, que retratam o cotidiano de seu povo.
São artistas que exprimem com sensibilidade tanto a dureza quanto a beleza da vivência do povo jacuipense com o semiárido.
Riachão do Jacuípe é a terra natal de Olney São Paulo Rios,  um importante nome do Cinema Novo brasileiro, ao lado de Glauber Rocha.  Ainda na infância, mudou-se para Feira de Santana, cidade pela qual é amplamente admirado. Após seu primeiro contato com o Cinema Novo, Olney São Paulo Rios se transferiu para o Rio de Janeiro, atraído pela efervescência do cinema na cidade.  Ele é autor de diversas obras cinematográficas, incluindo os curtas, medias e longa-metragens como Grito da Terra de 1964 e Manhã Cinzenta de 1969, este último exibido em vários países, como Itália e a Alemanha. Em alguma de suas produções, é possível perceber a presença do sertanejo. Engajado politicamente, Olney São Paulo Rios foi processado sob a acusação de envolvimento no sequestro do avião brasileiro para Cuba em 1969, mas foi posteriormente absolvido pelo Superior Tribunal Militar. No entanto, o período de cárcere comprometeu sua saúde.
Apesar da riqueza artística e cultural, Riachão do Jacuípe ainda carece de espaços culturais para a exposição de seu patrimônio e da produção artística local.
Em relação ao lazer, os jacuipenses mantêm grande contato com a natureza, o que possibilita a prática de atividades esportivas e recreativas.
A Praça Landulfo Alves é o ponto mais frequentado em finais de semana em razão da presença de eventos, bares, lanchonetes, restaurantes e pizzarias.
Outro ponto bastante frequentado é a Barragem Grande, situada às margens do rio Jacuípe. Transformada em uma espécie de balneário, atrai visitantes de Riachão do Jacuípe e de cidades vizinhas nos finais de semana e feriados. Embora degradada, a Barragem Grande tem grande potencial para  a criação de um parque urbano, atividades de esportes e lazer e para exploração do turismo regional a fim de gerar renda e empregos.

## Religião
Segundo pesquisa do IBGE cerca de 26.616 jacuipenses se declaravam católicos apostólicos romanos; 10 católicos ortodoxos; 3.441 evangélicos; 175 testemunhas de Jeová; 24 de religiões de matrizes africanas; 480 espíritas; 155 de outras religiões cristãs; 2.247 sem religião e 36 não souberam responder.

Festa de Nossa Senhora da Conceição, Riachão do Jacuípe. Fonte acervo do site da Rádio Baiana FM.

Data de 1800 a solicitação ao imperador D. Pedro I da instituição da Freguesia de Riachão a fim de aproximar os fiéis, haja vista a distância para a Matriz mais próxima. A construção da primeira capela dedicada a Nossa Senhora da Conceição tem estimativa para a década de 1870. Sendo a construção da Igreja Matriz realizada por etapas durante os séculos XIX e XX. O templo tem estilo Moscovita e os altares foram produzidos em estilo barroco.
A Paróquia de Riachão do Jacuípe está sob a jurisdição da Diocese de Serrinha e sob a administração dos padres vocacionistas, Sociedade das Divinas Vocações - SDV. A Paróquia de Riachão do Jacuípe está dividida em 10 comunidades/setores: São Bartolomeu, São Mateus, São Tomé, São Filipe; São Simão Cananeu; São João; Beato Justino e São Tiago Maior. A Padroeira da cidade é Nossa Senhora da Conceição, tendo como dia festivo o dia 8 de dezembro, bem como o co-Padroeiro São Roque.

## Esporte
O esporte amador é amplamente difundido com diversos campeonatos locais de futebol (bairros e zona rural), de cicloturismo, motocross, judô etc. A cidade é sede da etapa do calendário de competição de Moutain Bike XCM da Federação Baiana de Ciclismo (Desafio Vale do Jacuípe).

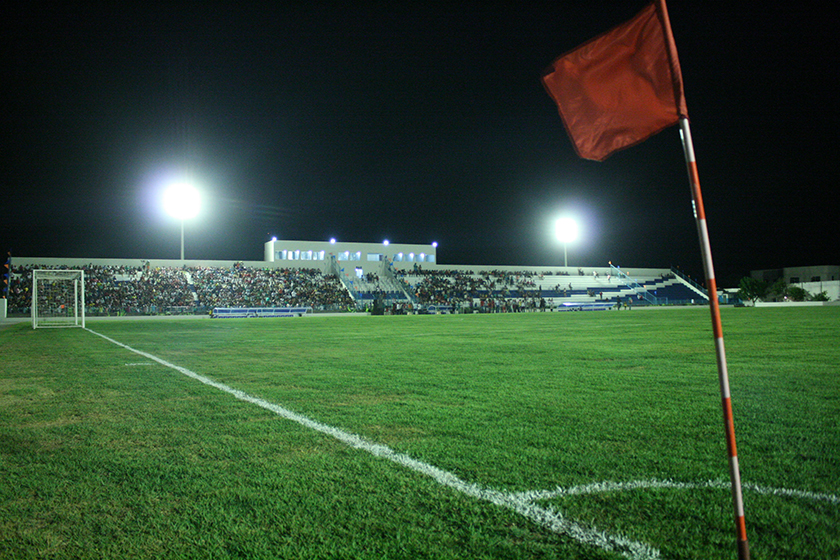
Estádio Eliel Martins - Arena Valfredão.

O principal equipamento esportivo é o tradicional Estádio Eliel Martins, também conhecido como "Arena Valfredão". Com capacidade máxima para 5.000 torcedores, o Estádio Eliel Martins foi palco para diversas competições como a Copa Governador do Estado da Bahia, o Campeonato Baiano de Futebol (Baianão), etapas da Copa do Brasil e do Brasileirão. A Arena Valfredão foi a sede da final do Baianão 2022. O Estádio é utilizado para a realização de festas e eventos, consolidando-se como um dos principais equipamentos esportivos do interior da Bahia.
A cidade também é a sede do Esporte Clube Jacuipense, time fundado na década de 1960. Esse já disputou as séries C e D do Brasileirão, a Copa do Brasil, o Campeonato Baiano de Futebol, e a Copa do Nordeste. 
O Jacuipense foi o campeão do Campeonato Baiano da Segunda Divisão em 1989, até então seu único título. Na edição de 2012, foi novamente promovido à primeira divisão do estadual, desta vez com o vice-campeonato.  Vice-campeão estadual dos anos de 2022 e 2023.
Atualmente disputa o Campeonato Baiano de Futebol, Brasileirão e Copa do Nordeste.
Com forte apelo popular, suas cores são o grená e o branco e tem como símbolo a figura de um leão, daí seu epíteto "Leão do Sisal".

## Jacuipenses ilustres
- Del Feliz, cantor de forró;
- Dom Edgar Moreira SDV, bispo católico no estado de Massachusetts, EUAde 2007;
- José Francisco da Silva (Zé Praça), ex-combatente da II Guerra Mundial;
- José Raimundo,[43] repórter;
- Pedro Lima, boxeador, medalhista de ouro nos Jogos Pan-americanos ;
- Olney São Paulo, cineasta.